# Valerie Polachová
Valerie Polachová (24. srpna 1910 – ???) byla česká a československá politička Komunistické strany Československa (zpočátku ovšem bezpartijní) a poúnorová poslankyně Národního shromáždění ČSR, Národního shromáždění ČSSR a Sněmovny lidu Federálního shromáždění.

## Biografie
Ve volbách roku 1954 byla zvolena do Národního shromáždění ve volebním obvodu Frenštát pod Radhoštěm jako bezpartijní poslankyně. Mandát obhájila ve volbách v roce 1960 (nyní již jako poslankyně Národního shromáždění ČSSR za Severomoravský kraj) a ve volbách v roce 1964, v nichž již byla zvolena nikoliv coby bezpartijní ale jako členka KSČ. V Národním shromáždění zasedala až do konce jeho funkčního období v roce 1968.
K roku 1954 se profesně uvádí jako správkyně okresního dětského domova.
Po federalizaci Československa usedla roku 1969 za KSČ do Sněmovny lidu Federálního shromáždění (volební obvod Frenštát pod Radhoštěm). V parlamentu setrvala do konce jeho funkčního období, tedy do voleb v roce 1971. K roku 1968 se profesně uvádí jako ředitelka okresní lidové knihovny ve Frenštátu pod Radhoštěm. Tuto funkci zastávala v letech 1954–1970.